# 52975 Cyllarus
52975 Cyllarus è un asteroide centauro. Scoperto nel 1998, presenta un'orbita caratterizzata da un semiasse maggiore pari a 26,0818334 UA e da un'eccentricità di 0,3781244, inclinata di 12,65479° rispetto all'eclittica.
L'asteroide è dedicato al centauro della mitologia greca Cillaro.